# Björkhäxkvast
Björkhäxkvast (Taphrina betulina) är en svampart som först beskrevs av den danske botanikern Emil Rostrup 1883.
Arten ingår i blåssvampssläktet (Taphrina) och familjen häxkvastsvampar.  Arten är reproducerande i Sverige. Inga underarter finns listade i Catalogue of Life.

## Bildgalleri

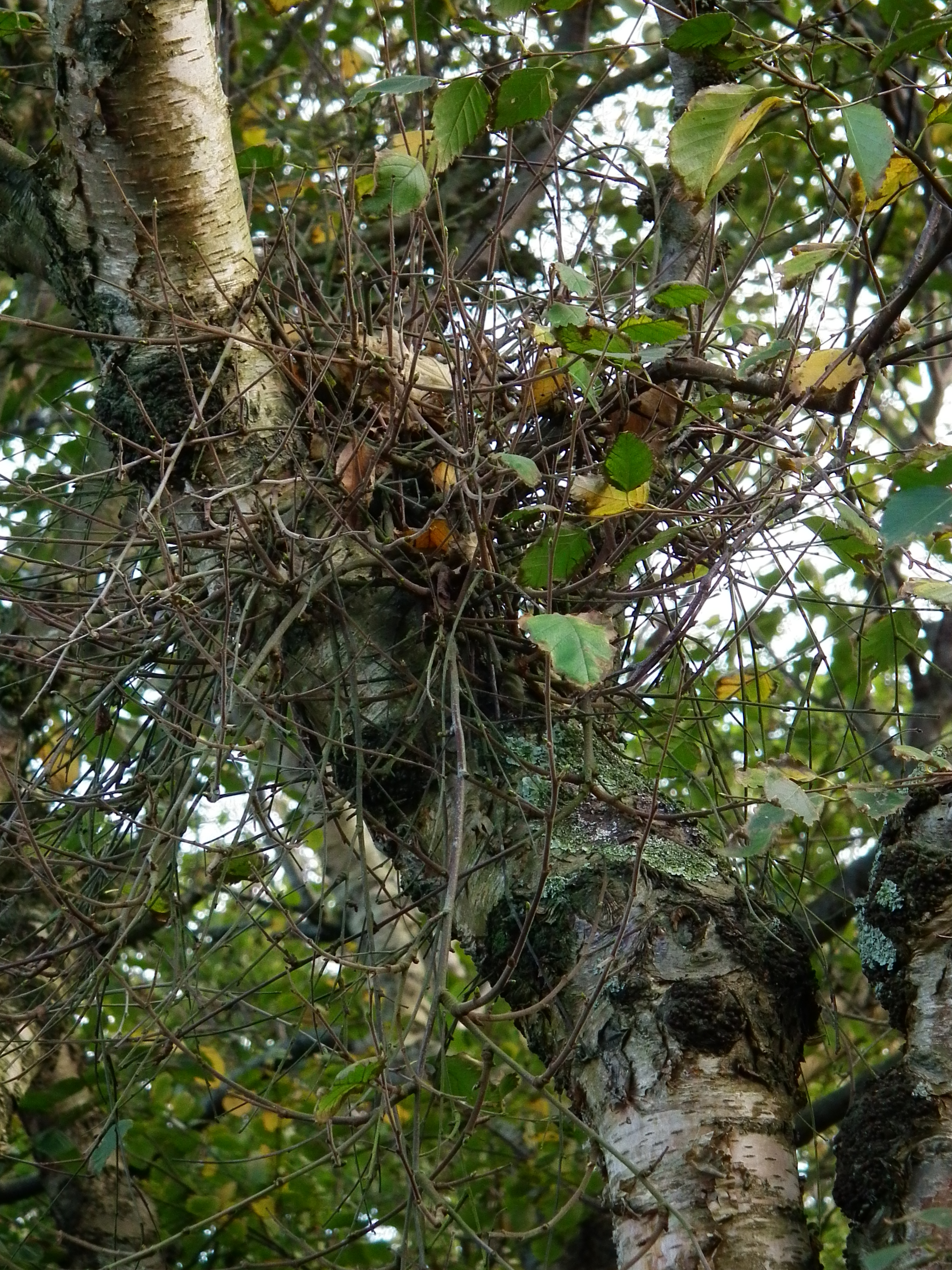
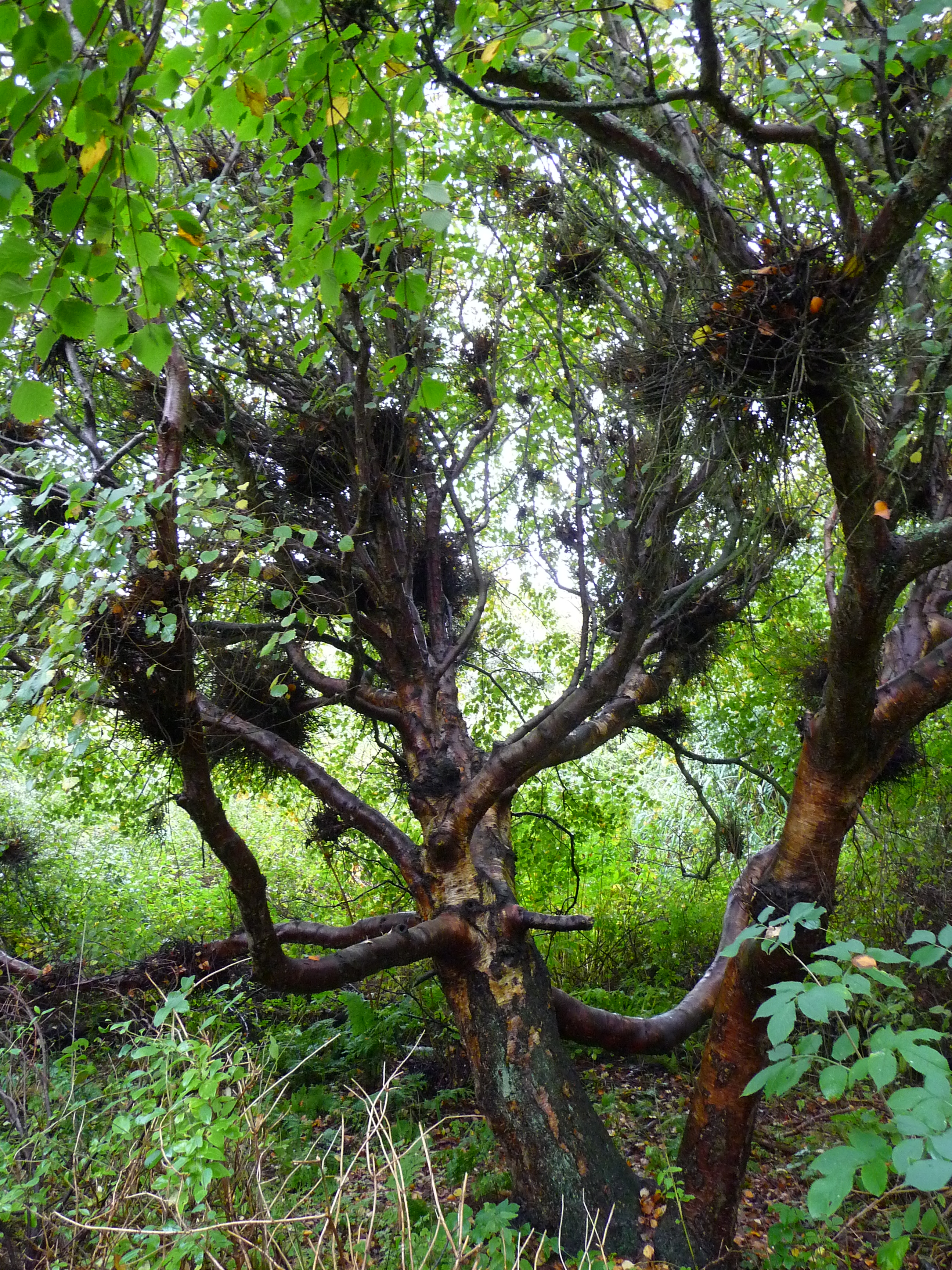
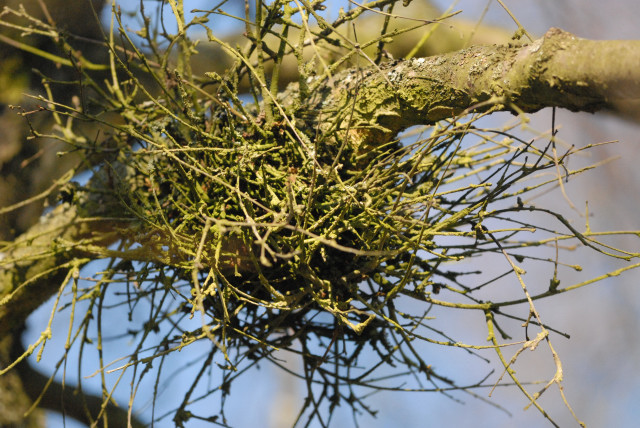